# Scopula immistaria
Scopula immistaria là một loài bướm đêm trong họ Geometridae.